# Удальцов, Игорь Александрович
И́горь Алекса́ндрович Удальцо́в (7 октября 1928, Даймище — 24 января 1973, Ленинград) — российский валторнист и музыкальный педагог, солист ЗКР АСО Ленинградской филармонии, оркестров театра оперы и балета им. Кирова, театра драмы им. А. С. Пушкина, Малого театра оперы и балета и Киевского театра оперы и балета.

## Биография
С 1939 по 1941 год Игорь Удальцов занимался музыкой в Ленинградском Дворце пионеров под руководством А. Шмидта. В 1949 году он окончил Ленинградское музыкальное училище имени Римского-Корсакова по классу Павла Орехова. В 1953 году Удальцов завоевал II премию международного фестиваля молодёжи и студентов в Бухаресте. В 1955 году он окончил консерваторию также по классу Орехова.
С 1949 по 1955 год Удальцов одновременно с учёбой в консерватории играл в Заслуженном коллективе оркестре Ленинградской филармонии. В 1955—1956 годах он был солистом оркестра театра оперы и балета им. Кирова, с 1956 по 1960 год — оркестра театра драмы им. А. С. Пушкина, в 1960—1963 оркестра Малого театра оперы и балета. С 1963 по 1966 год Удальцов работал солистом оркестра Киевского театра оперы и балета. С 1966 года он вновь стал солистом оркестра Кировского театра.
В 1950-х годах Игорь Удальцов преподавал в музыкальной школе Московского района Ленинграда. Среди его учеников заслуженный артист РСФСР Станислав Седристый.

## Творчество
Трубач Сергей Болотин в своём «Биографическом словаре музыкантов-исполнителей на духовых инструментах» называл Удальцова одним из ведущих исполнителей страны. Он отмечал его природную одарённость, трудолюбие и прекрасные исполнительские качества.
Народный артист СССР дирижёр Константин Симеонов дал Удальцову следующую характеристику: 
Это превосходный музыкант-художник, солист высочайшей квалификации. Он успешно выступает в концертах с сольными номерами, в сопровождении оркестра и в программах камерных вечеров.

## Интересные факты
В романе Дины Рубиной «Почерк Леонардо» изложена следующая история об Игоре Удальцове: 
…Мравинский, как известно, запирал знаменитого валторниста Удальцова у себя в кабинете на ключ. Так тот на шпагатике опускал из окна трёшку, а внизу ждал его мальчик, который мчал со скоростью ветра в вино-водочный. Затем обвязывал бутылку тем же шпагатиком, и Удальцов тянул добычу наверх. После чего, в лоск пьяный, гениально играл!..